# 中国国民党革命委员会江苏省委员会
中国国民党革命委员会江苏省委员会，简称民革江苏省委、江苏民革，是中国国民党革命委员会在江苏省的地方组织。